# Élections générales espagnoles d'avril 2019 en Castille-et-León
Les élections générales espagnoles d'avril 2019 (en espagnol : Elecciones generales de España de abril de 2019) se sont tenues le dimanche 28 avril 2019 afin d'élire les 350 députés et 208 des 266 sénateurs de la XIIIe législature des Cortes Generales. 31 députés sont élus en Castille-et-León.

## Résultats
| Parti                  | Parti                                                   | Voix      | %     | +/-           | Sièges | +/-           |  |
| ---------------------- | ------------------------------------------------------- | --------- | ----- | ------------- | ------ | ------------- |  |
|                        | Parti socialiste ouvrier espagnol (PSOE)                | 453 339   | 29,79 | 6,64          | 12     | 3             |  |
|                        | Parti populaire (PP)                                    | 395 866   | 26,01 | 18,26         | 10     | 8             |  |
|                        | Ciudadanos (Cs)                                         | 287 468   | 18,89 | 4,74          | 8      | 7             |  |
|                        | Vox                                                     | 186 882   | 12,28 | 12,09         | 1      | 1             |  |
|                        | Unidas Podemos (UP)                                     | 158 535   | 10,42 | 5,16          | 0      | 3             |  |
|                        | Parti animaliste contre la maltraitance animale (PACMA) | 11 319    | 0,74  | 0,03          | 0      | en stagnation |  |
|                        | Liste commune RC-GV-PCAS-TC                             | 2 701     | 0,18  | en stagnation | 0      | en stagnation |  |
|                        | Plateforme du peuple sorian (PPSO)                      | 2 663     | 0,18  | Nv.           | 0      | en stagnation |  |
|                        | Pour un monde + juste (PUM+J)                           | 2 428     | 0,16  | Nv.           | 0      | en stagnation |  |
|                        | Parti régionaliste du pays léonais (PREPAL)             | 2 190     | 0,14  | 0,09          | 0      | en stagnation |  |
|                        | Parti communiste des travailleurs espagnols (PCTE)      | 1 789     | 0,12  | Nv.           | 0      | en stagnation |  |
|                        | Autres partis                                           | 2 493     | 0,16  | -             | 0      | -             |  |
|                        | Vote blanc                                              | 14 032    | 0,92  | 0,12          |        |               |  |
|                        |                                                         |           |       |               |        |               |  |
| Suffrages exprimés     | Suffrages exprimés                                      | 1 521 705 | 98,69 |               |        |               |  |
| Votes nuls             | Votes nuls                                              | 20 252    | 1,31  |               |        |               |  |
| Total                  | Total                                                   | 1 541 957 | 100   | -             | 31     | en stagnation |  |
| Abstention             | Abstention                                              | 574 103   | 27,13 |               |        |               |  |
| Inscrits/Participation | Inscrits/Participation                                  | 2 116 060 | 72,87 |               |        |               |  |

### Résultats par provinces

#### Ávila
| Parti                  | Parti                                                   | Voix    | %     | +/-   | Sièges | +/-           |  |
| ---------------------- | ------------------------------------------------------- | ------- | ----- | ----- | ------ | ------------- |  |
|                        | Parti populaire (PP)                                    | 32 001  | 31,35 | 20,14 | 1      | 1             |  |
|                        | Parti socialiste ouvrier espagnol (PSOE)                | 26 503  | 25,96 | 6,47  | 1      | en stagnation |  |
|                        | Ciudadanos (Cs)                                         | 19 102  | 18,71 | 4,46  | 1      | 1             |  |
|                        | Vox                                                     | 14 623  | 14,33 | Nv.   | 0      | en stagnation |  |
|                        | Unidas Podemos (UP)                                     | 7 730   | 7,57  | 5,09  | 0      | en stagnation |  |
|                        | Parti animaliste contre la maltraitance animale (PACMA) | 673     | 0,66  | 0,04  | 0      | en stagnation |  |
|                        | Actúa                                                   | 347     | 0,34  | Nv.   | 0      | en stagnation |  |
|                        | Recortes Cero-Grupo Verde (RC-GV)                       | 169     | 0,17  | 0,03  | 0      | en stagnation |  |
|                        | Pour un monde + juste (PUM+J)                           | 113     | 0,11  | Nv.   | 0      | en stagnation |  |
|                        | Phalange espagnole (FE-JONS)                            | 96      | 0,09  | 0,17  | 0      | en stagnation |  |
|                        | Vote blanc                                              | 722     | 0,71  | 0,01  |        |               |  |
|                        |                                                         |         |       |       |        |               |  |
| Suffrages exprimés     | Suffrages exprimés                                      | 102 079 | 98,63 |       |        |               |  |
| Votes nuls             | Votes nuls                                              | 1 422   | 1,37  |       |        |               |  |
| Total                  | Total                                                   | 103 501 | 100   | -     | 3      | en stagnation |  |
| Abstention             | Abstention                                              | 33 618  | 24,52 |       |        |               |  |
| Inscrits/Participation | Inscrits/Participation                                  | 137 119 | 75,48 |       |        |               |  |

#### Burgos
| Parti                  | Parti                                                   | Voix    | %     | +/-   | Sièges | +/-           |  |
| ---------------------- | ------------------------------------------------------- | ------- | ----- | ----- | ------ | ------------- |  |
|                        | Parti socialiste ouvrier espagnol (PSOE)                | 64 287  | 29,28 | 7,19  | 2      | 1             |  |
|                        | Parti populaire (PP)                                    | 53 926  | 24,56 | 18,34 | 1      | 1             |  |
|                        | Ciudadanos (Cs)                                         | 43 533  | 19,83 | 5,16  | 1      | 1             |  |
|                        | Unidas Podemos (UP)                                     | 27 436  | 12,50 | 4,75  | 0      | 1             |  |
|                        | Vox                                                     | 24 382  | 11,11 | 10,80 | 0      | en stagnation |  |
|                        | Parti animaliste contre la maltraitance animale (PACMA) | 1 981   | 0,90  | 0,04  | 0      | en stagnation |  |
|                        | Recortes Cero-Grupo Verde (RC-GV)                       | 715     | 0,33  | 0,11  | 0      | en stagnation |  |
|                        | Pour un monde + juste (PUM+J)                           | 597     | 0,27  | Nv.   | 0      | en stagnation |  |
|                        | Parti communiste des travailleurs espagnols (PCTE)      | 421     | 0,19  | Nv.   | 0      | en stagnation |  |
|                        | Vote blanc                                              | 2 275   | 1,04  | 0,16  |        |               |  |
|                        |                                                         |         |       |       |        |               |  |
| Suffrages exprimés     | Suffrages exprimés                                      | 219 553 | 98,64 |       |        |               |  |
| Votes nuls             | Votes nuls                                              | 3 027   | 1,36  |       |        |               |  |
| Total                  | Total                                                   | 222 580 | 100   | -     | 4      | en stagnation |  |
| Abstention             | Abstention                                              | 76 757  | 25,64 |       |        |               |  |
| Inscrits/Participation | Inscrits/Participation                                  | 299 337 | 74,36 |       |        |               |  |

#### León
| Parti                  | Parti                                                   | Voix    | %     | +/-   | Sièges | +/-           |  |
| ---------------------- | ------------------------------------------------------- | ------- | ----- | ----- | ------ | ------------- |  |
|                        | Parti socialiste ouvrier espagnol (PSOE)                | 95 536  | 32,76 | 6,53  | 2      | 1             |  |
|                        | Parti populaire (PP)                                    | 68 530  | 23,50 | 16,64 | 1      | 1             |  |
|                        | Ciudadanos (Cs)                                         | 50 945  | 17,47 | 4,70  | 1      | 1             |  |
|                        | Unidas Podemos (UP)                                     | 35 103  | 12,04 | 5,58  | 0      | 1             |  |
|                        | Vox                                                     | 33 653  | 11,54 | 11,32 | 0      | en stagnation |  |
|                        | Parti animaliste contre la maltraitance animale (PACMA) | 2 338   | 0,80  | 0,02  | 0      | en stagnation |  |
|                        | Parti régionaliste du pays léonais (PREPAL)             | 1 476   | 0,51  | 0,41  | 0      | en stagnation |  |
|                        | Pour un monde + juste (PUM+J)                           | 419     | 0,14  | Nv.   | 0      | en stagnation |  |
|                        | Parti communiste des travailleurs espagnols (PCTE)      | 402     | 0,14  | Nv.   | 0      | en stagnation |  |
|                        | Recortes Cero-Grupo Verde (RC-GV)                       | 299     | 0,10  | 0,05  | 0      | en stagnation |  |
|                        | Vote blanc                                              | 2 899   | 0,99  | 0,14  |        |               |  |
|                        |                                                         |         |       |       |        |               |  |
| Suffrages exprimés     | Suffrages exprimés                                      | 291 600 | 98,59 |       |        |               |  |
| Votes nuls             | Votes nuls                                              | 4 178   | 1,41  |       |        |               |  |
| Total                  | Total                                                   | 295 778 | 100   | -     | 4      | en stagnation |  |
| Abstention             | Abstention                                              | 137 797 | 31,78 |       |        |               |  |
| Inscrits/Participation | Inscrits/Participation                                  | 433 575 | 68,22 |       |        |               |  |

#### Palencia
| Parti                  | Parti                                                   | Voix    | %     | +/-   | Sièges | +/-           |  |
| ---------------------- | ------------------------------------------------------- | ------- | ----- | ----- | ------ | ------------- |  |
|                        | Parti socialiste ouvrier espagnol (PSOE)                | 33 209  | 31,32 | 6,72  | 1      | en stagnation |  |
|                        | Parti populaire (PP)                                    | 31 332  | 29,55 | 16,13 | 1      | 1             |  |
|                        | Ciudadanos (Cs)                                         | 16 843  | 15,88 | 3,53  | 1      | 1             |  |
|                        | Vox                                                     | 12 407  | 11,70 | Nv.   | 0      | en stagnation |  |
|                        | Unidas Podemos (UP)                                     | 9 787   | 9,23  | 5,75  | 0      | en stagnation |  |
|                        | Parti animaliste contre la maltraitance animale (PACMA) | 799     | 0,75  | 0,01  | 0      | en stagnation |  |
|                        | Recortes Cero-Grupo Verde (RC-GV)                       | 265     | 0,25  | 0,05  | 0      | en stagnation |  |
|                        | Pour un monde + juste (PUM+J)                           | 159     | 0,15  | Nv.   | 0      | en stagnation |  |
|                        | Parti communiste des travailleurs espagnols (PCTE)      | 133     | 0,13  | Nv.   | 0      | en stagnation |  |
|                        | Phalange espagnole (FE-JONS)                            | 99      | 0,09  | 0,09  | 0      | en stagnation |  |
|                        | Vote blanc                                              | 1 010   | 0,95  | 0,12  |        |               |  |
|                        |                                                         |         |       |       |        |               |  |
| Suffrages exprimés     | Suffrages exprimés                                      | 106 043 | 98,72 |       |        |               |  |
| Votes nuls             | Votes nuls                                              | 1 373   | 1,28  |       |        |               |  |
| Total                  | Total                                                   | 107 416 | 100   | -     | 3      | en stagnation |  |
| Abstention             | Abstention                                              | 34 298  | 24,20 |       |        |               |  |
| Inscrits/Participation | Inscrits/Participation                                  | 141 714 | 75,80 |       |        |               |  |

#### Salamanque
| Parti                  | Parti                                                   | Voix    | %     | +/-   | Sièges | +/-           |  |
| ---------------------- | ------------------------------------------------------- | ------- | ----- | ----- | ------ | ------------- |  |
|                        | Parti populaire (PP)                                    | 60 154  | 28,56 | 19,68 | 2      | 1             |  |
|                        | Parti socialiste ouvrier espagnol (PSOE)                | 59 331  | 28,17 | 6,81  | 1      | en stagnation |  |
|                        | Ciudadanos (Cs)                                         | 43 580  | 20,69 | 4,95  | 1      | 1             |  |
|                        | Vox                                                     | 26 631  | 12,64 | Nv.   | 0      | en stagnation |  |
|                        | Unidas Podemos (UP)                                     | 16 575  | 7,87  | 4,69  | 0      | en stagnation |  |
|                        | Parti animaliste contre la maltraitance animale (PACMA) | 1 370   | 0,65  | 0,02  | 0      | en stagnation |  |
|                        | Pour un monde + juste (PUM+J)                           | 322     | 0,15  | Nv.   | 0      | en stagnation |  |
|                        | Parti régionaliste du pays léonais (PREPAL)             | 309     | 0,15  | 0,03  | 0      | en stagnation |  |
|                        | Recortes Cero-Grupo Verde (RC-GV)                       | 275     | 0,13  | 0,03  | 0      | en stagnation |  |
|                        | Parti communiste des travailleurs espagnols (PCTE)      | 265     | 0,13  | Nv.   | 0      | en stagnation |  |
|                        | Vote blanc                                              | 1 834   | 0,87  | 0,16  |        |               |  |
|                        |                                                         |         |       |       |        |               |  |
| Suffrages exprimés     | Suffrages exprimés                                      | 210 646 | 98,80 |       |        |               |  |
| Votes nuls             | Votes nuls                                              | 2 567   | 1,20  |       |        |               |  |
| Total                  | Total                                                   | 213 213 | 100   | -     | 4      | en stagnation |  |
| Abstention             | Abstention                                              | 92 862  | 30,34 |       |        |               |  |
| Inscrits/Participation | Inscrits/Participation                                  | 306 075 | 69,66 |       |        |               |  |

#### Ségovie
| Parti                  | Parti                                                   | Voix    | %     | +/-   | Sièges | +/-           |  |
| ---------------------- | ------------------------------------------------------- | ------- | ----- | ----- | ------ | ------------- |  |
|                        | Parti socialiste ouvrier espagnol (PSOE)                | 26 088  | 28,20 | 6,72  | 1      | en stagnation |  |
|                        | Parti populaire (PP)                                    | 24 853  | 26,87 | 18,51 | 1      | 1             |  |
|                        | Ciudadanos (Cs)                                         | 18 460  | 19,96 | 4,60  | 1      | 1             |  |
|                        | Vox                                                     | 11 468  | 12,40 | 12,09 | 0      | en stagnation |  |
|                        | Unidas Podemos (UP)                                     | 8 931   | 9,65  | 5,53  | 0      | en stagnation |  |
|                        | Parti animaliste contre la maltraitance animale (PACMA) | 611     | 0,66  | 0,03  | 0      | en stagnation |  |
|                        | Centrés (Centrados)                                     | 459     | 0,50  | Nv.   | 0      | en stagnation |  |
|                        | Actúa                                                   | 276     | 0,30  | Nv.   | 0      | en stagnation |  |
|                        | Parti communiste ouvrier espagnol (PCOE)                | 184     | 0,20  | Nv.   | 0      | en stagnation |  |
|                        | Recortes Cero-Grupo Verde (RC-GV)                       | 183     | 0,20  | 0,03  | 0      | en stagnation |  |
|                        | Pour un. onde + juste (PUM+J)                           | 127     | 0,14  | Nv.   | 0      | en stagnation |  |
|                        | Parti communiste des travailleurs espagnols (PCTE)      | 89      | 0,10  | Nv.   | 0      | en stagnation |  |
|                        | Vote blanc                                              | 779     | 0,84  | 0,15  |        |               |  |
|                        |                                                         |         |       |       |        |               |  |
| Suffrages exprimés     | Suffrages exprimés                                      | 92 508  | 98,43 |       |        |               |  |
| Votes nuls             | Votes nuls                                              | 1 478   | 1,57  |       |        |               |  |
| Total                  | Total                                                   | 93 986  | 100   | -     | 3      | en stagnation |  |
| Abstention             | Abstention                                              | 25 630  | 21,43 |       |        |               |  |
| Inscrits/Participation | Inscrits/Participation                                  | 119 616 | 78,57 |       |        |               |  |

#### Soria
| Parti                  | Parti                                                   | Voix   | %     | +/-   | Sièges | +/-           |  |
| ---------------------- | ------------------------------------------------------- | ------ | ----- | ----- | ------ | ------------- |  |
|                        | Parti socialiste ouvrier espagnol (PSOE)                | 16 513 | 31,71 | 5,99  | 1      | en stagnation |  |
|                        | Parti populaire (PP)                                    | 13 887 | 26,67 | 18,20 | 1      | en stagnation |  |
|                        | Ciudadanos (Cs)                                         | 8 501  | 16,32 | 4,87  | 0      | en stagnation |  |
|                        | Vox                                                     | 4 866  | 9,34  | 9,10  | 0      | en stagnation |  |
|                        | Unidas Podemos (UP)                                     | 4 481  | 8,60  | 6,72  | 0      | en stagnation |  |
|                        | Plateforme du peuple sorian (PPSO)                      | 2 663  | 5,11  | Nv.   | 0      | en stagnation |  |
|                        | Parti animaliste contre la maltraitance animale (PACMA0 | 263    | 0,51  | 0,01  | 0      | en stagnation |  |
|                        | Recortes Cero-Grupo Verde (RC-GV)                       | 103    | 0,20  | 0,02  | 0      | en stagnation |  |
|                        | Parti communiste des travailleurs espagnols (PCTE)      | 81     | 0,16  | Nv.   | 0      | en stagnation |  |
|                        | Pour un monde + juste (PUM+J)                           | 77     | 0,15  | Nv.   | 0      | en stagnation |  |
|                        | Vote blanc                                              | 642    | 1,23  | 0,02  |        |               |  |
|                        |                                                         |        |       |       |        |               |  |
| Suffrages exprimés     | Suffrages exprimés                                      | 52 077 | 98,46 |       |        |               |  |
| Votes nuls             | Votes nuls                                              | 815    | 1,54  |       |        |               |  |
| Total                  | Total                                                   | 52 892 | 100   | -     | 2      | en stagnation |  |
| Abstention             | Abstention                                              | 23 969 | 31,18 |       |        |               |  |
| Inscrits/Participation | Inscrits/Participation                                  | 76 861 | 68,82 |       |        |               |  |

#### Valladolid
| Parti                  | Parti                                                   | Voix    | %     | +/-   | Sièges | +/-           |  |
| ---------------------- | ------------------------------------------------------- | ------- | ----- | ----- | ------ | ------------- |  |
|                        | Parti socialiste ouvrier espagnol (PSOE)                | 97 244  | 28,89 | 6,16  | 2      | 1             |  |
|                        | Parti populaire (PP)                                    | 78 433  | 23,30 | 18,51 | 1      | 1             |  |
|                        | Ciudadanos (Cs)                                         | 67 775  | 20,14 | 4,53  | 1      | en stagnation |  |
|                        | Vox                                                     | 45 965  | 13,66 | 13,32 | 1      | 1             |  |
|                        | Unidas Podemos (UP)                                     | 39 305  | 11,68 | 4,67  | 0      | 1             |  |
|                        | Parti animaliste contre la maltraitance animale (PACMA) | 2 699   | 0,80  | 0,10  | 0      | en stagnation |  |
|                        | Recortes Cero-Grupo Verde (RC-GV)                       | 545     | 0,16  | 0,01  | 0      | en stagnation |  |
|                        | Union régionaliste de Castille-et-León (URCL)           | 490     | 0,15  | Nv.   | 0      | en stagnation |  |
|                        | Pour un monde + juste (PUM+J)                           | 473     | 0,14  | Nv.   | 0      | en stagnation |  |
|                        | Autres partis                                           | 824     | 0,24  | -     | 0      | -             |  |
|                        | Vote blanc                                              | 2 801   | 0,83  | 0,12  |        |               |  |
|                        |                                                         |         |       |       |        |               |  |
| Suffrages exprimés     | Suffrages exprimés                                      | 336 554 | 98,90 |       |        |               |  |
| Votes nuls             | Votes nuls                                              | 3 732   | 1,10  |       |        |               |  |
| Total                  | Total                                                   | 340 286 | 100   | -     | 5      | en stagnation |  |
| Abstention             | Abstention                                              | 92 277  | 21,33 |       |        |               |  |
| Inscrits/Participation | Inscrits/Participation                                  | 432 563 | 78,67 |       |        |               |  |

#### Zamora
| Parti                  | Parti                                                   | Voix    | %     | +/-   | Sièges | +/-           |  |
| ---------------------- | ------------------------------------------------------- | ------- | ----- | ----- | ------ | ------------- |  |
|                        | Parti socialiste ouvrier espagnol (PSOE)                | 34 628  | 31,30 | 7,38  | 1      | en stagnation |  |
|                        | Parti populaire (PP)                                    | 32 750  | 29,60 | 18,66 | 1      | 1             |  |
|                        | Ciudadanos (Cs)                                         | 18 729  | 16,93 | 5,52  | 1      | 1             |  |
|                        | Vox                                                     | 12 887  | 11,65 | Nv.   | 0      | en stagnation |  |
|                        | Unidas Podemos (UP)                                     | 9 187   | 8,30  | 5,85  | 0      | en stagnation |  |
|                        | Parti animaliste contre la maltraitance animale (PACMA) | 585     | 0,53  | 0,04  | 0      | en stagnation |  |
|                        | Parti régionaliste du pays léonais (PREPAL)             | 405     | 0,37  | 0,22  | 0      | en stagnation |  |
|                        | Recortes Cero-Grupo Verde (RC-GV)                       | 147     | 0,13  | 0,03  | 0      | en stagnation |  |
|                        | Pour un monde + juste (PUM+J)                           | 141     | 0,13  | Nv.   | 0      | en stagnation |  |
|                        | Parti communiste des travailleurs espagnols (PCTE)      | 116     | 0,10  | Nv.   | 0      | en stagnation |  |
|                        | Vote blanc                                              | 1 070   | 0,97  | 0,04  |        |               |  |
|                        |                                                         |         |       |       |        |               |  |
| Suffrages exprimés     | Suffrages exprimés                                      | 110 645 | 98,52 |       |        |               |  |
| Votes nuls             | Votes nuls                                              | 1 660   | 1,48  |       |        |               |  |
| Total                  | Total                                                   | 112 305 | 100   | -     | 3      | en stagnation |  |
| Abstention             | Abstention                                              | 56 895  | 22,63 |       |        |               |  |
| Inscrits/Participation | Inscrits/Participation                                  | 169 200 | 66,37 |       |        |               |  |